# کاستیریک‌نیکاجا (متروی مینسک)
کاستیریک‌نیکاجا (بلاروسی: Кастрычніцкая) به معنی اکتبر، و در زبان روسی (اکتوبیرسکا)، ایستگاه متروی شهر مینسک پایتخت بلاروس است؛ که در تاریخ ۲۶ ژوئن ۱۹۸۴ افتتاح شد.
این ایستگاه یکی از سه ایستگاه مترو در شهر مینسک است. این ساختمان دارای ورود و خروجی، دو ایستگاه دیگر شامل کوپلاسکیجا (Kupalaŭskaja) و پلوسالیئنینا (Plošča Lienina) هستند.

## بمب‌گذاری ۲۰۱۱
بمب‌گذاری ۲۰۱۱ مترو مینسک در۱۱ آوریل ۲۰۱۱، در ایستگاه کاستیریک‌نیکاجا (Kastryčnickaja) رخ داد.